# Cal Cases (Aguilar de Segarra)
Cal Cases és una obra d'Aguilar de Segarra (Bages) inclosa a l'Inventari del Patrimoni Arquitectònic de Catalunya.

## Descripció
Casa de planta rectangular de coberta de dos aiguavessos, amb un cos annexat a un dels extrems.
La data de construcció de la casa és desconeguda, encara que podem afirmar que com la major part de les cases de pagès, la primitiva construcció ha sofert modificacions i reformes diverses.
Prop d'aquesta casa hi ha la capella de Sant Miquel, que consta des del 1626 i que des del 1936 fins al 1949 exercí com a parròquia d'Aguilar.